# А147 (Росія)
| \| А147 \| Автодорога А147 (Росія) | \| А147 \| Автодорога А147 (Росія) |
| ---------------------------------- | ---------------------------------- |
|                                    |                                    |
| Довжина:                           | 217 км                             |
| Північно-західний край:            | Джубга                             |
| Південно-східний край:             | кордон з Абхазією/Грузією          |
| А147                               |                                    |

Автодорога А147 — автомобільна дорога федерального значення Джубга — Туапсе — Сочі — Адлер — кордон з Абхазією/Грузією. Складова частина європейського маршруту Е97. Довжина автомагістралі — 217 кілометрів. На території Росії дорога проходить по Краснодарському краю, після кордону дорога продовжується в напрямку Сухумі, та далі в Грузію. До 2017 року — «Автодорога M27».

## Маршрут
(В дужках кілометраж, як історична M27)
0 (137) km — Джубга, продовження M4 Москва – Новоросійськ
16 (153) km — Новомихайлівський
57 (194) km — Туапсе
106 (243) km — Лазаровське
163 (300) km — Дагомис
181 (318) km — Сочі
209 (346) km — Адлер
217 (354) km — кордон Грузії

## Колишній маршрут як M27 до Джубги
0 km — Абрау-Дюрсо
23 km — Новоросійськ, продовження A290 (колишня M25)
44 km — Кабардинка
59 km — Геленджик
96 km — Пшада
137 km — Джубга